# Iglesia franciscana de Salzburgo
La Iglesia Franciscana de Salzburgo (alemán: Franziskanerkirche) es una de las iglesias más antiguas de Salzburgo, Austria. La iglesia está situada en la intersección de Franziskanergasse y Sigmund-Haffner-Gasse, frente al Convento Franciscano de la ciudad. La primera iglesia en este sitio fue erigida en el siglo VIII. Entre 1408 y 1450, un coro gótico reemplazó al coro románico. Entre 1468 y 1498 se añadió una esbelta torre gótica. La iglesia fue dedicada a la Virgen María y sirvió como iglesia parroquial hasta 1635. Fue cedida a la Orden Franciscana en 1642. Johann Bernhard Fischer von Erlach rediseñó el interior de la iglesia en estilo barroco en el siglo XVIII.

## Historia
La primera iglesia en este sitio fue construida en el siglo VIII durante la época de San Virgilio, quien podría haberla utilizado para bautismos. Un documento de 1139 menciona una iglesia parroquial en este lugar. Dicha iglesia fue destruida por un incendio en 1167, junto con otras cinco iglesias, incluyendo el Dom. A principios del siglo XIII (comenzando en 1208), la nave central de la iglesia fue construida en estilo románico tardío, lo que la convierte en uno de los edificios más antiguos de Salzburgo. Fue consagrada en 1221.
Entre 1408 y 1450, el maestro Hans von Burghausen comenzó los trabajos en el radiante coro gótico para reemplazar el coro románico, que fue completado por Stefan Krumenauer. Una esbelta torre gótica fue añadida entre 1468 y 1498. La iglesia fue dedicada a la Virgen María y sirvió como iglesia parroquial hasta 1635. En 1670, el arzobispo Max Gandolf de Kuenburg ordenó la remoción de la parte superior de la torre de la iglesia porque era más alta que la torre de la catedral. La torre fue restaurada más tarde en 1866 en estilo neogótico por Joseph Wessiken. En el siglo XVIII, el interior de la iglesia fue rediseñado en estilo barroco. El "Rosario" de capillas detrás del altar mayor data del siglo XVI.

## Descripción
El coro de la iglesia contiene nueve capillas decoradas en estilo barroco por Johann Bernhard Fischer von Erlach en el siglo XVIII. La capilla detrás del altar mayor tiene un altar de mármol alado que data de 1561. El Altar Mayor (1709), obra de Fischer von Erlach, está hecho de mármol rojo y oro. La estatua central de la Madonna en el altar alado data del período Gótico tardío (1495-1498) y fue esculpida por Michael Pacher del Tirol.

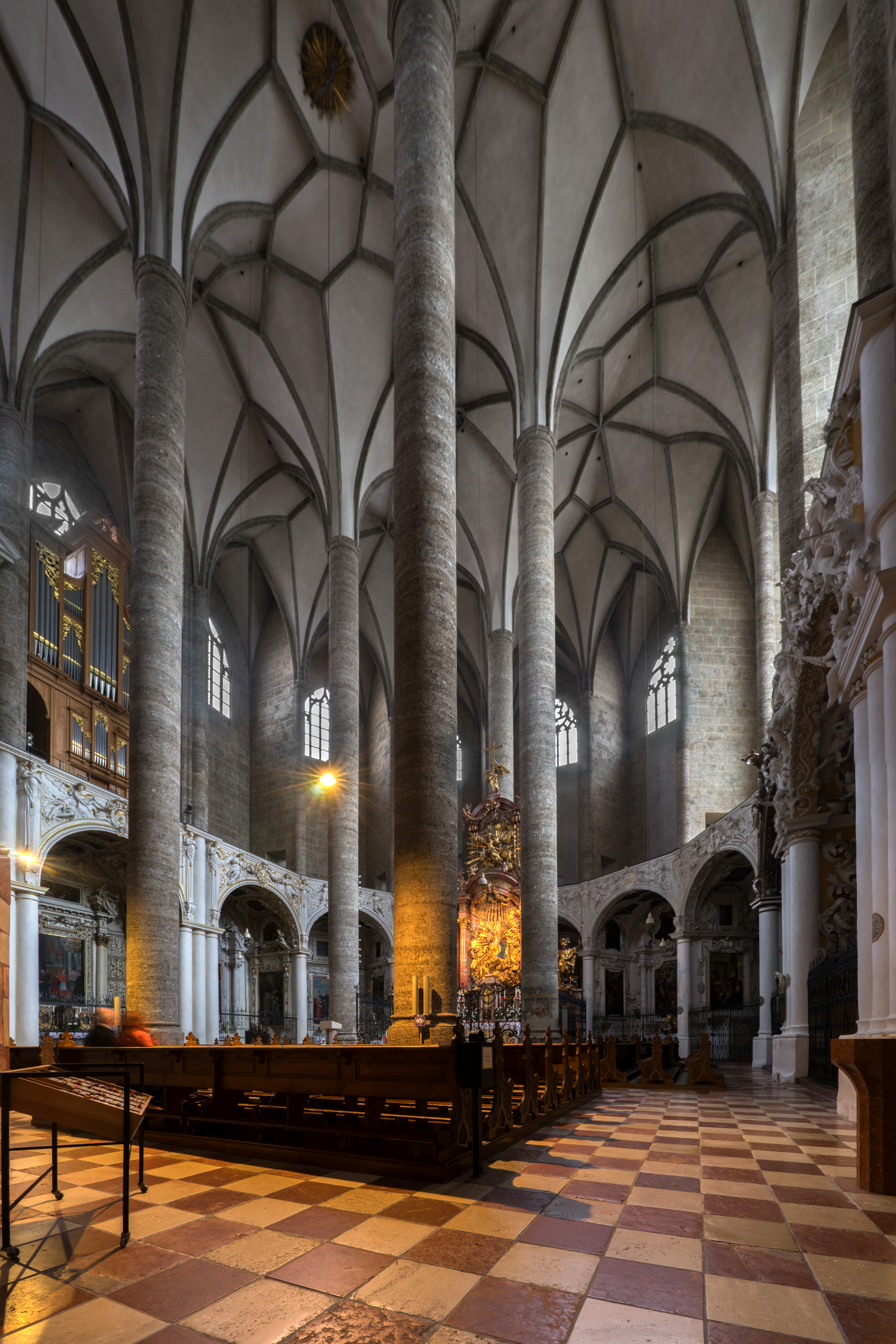
Coro de la Iglesia Franciscana de Salzburgo

La escalera del púlpito contiene un león de mármol del siglo XII parado sobre un hombre con una expresión de dolor en su rostro, empujando su espada en el vientre del león. El arco triunfal sostiene frescos de Conrad Laib.

## Órganos
La iglesia cuenta con tres órganos: el órgano de María, el órgano de Antonio y el órgano del Espíritu Santo.

### Órgano de María

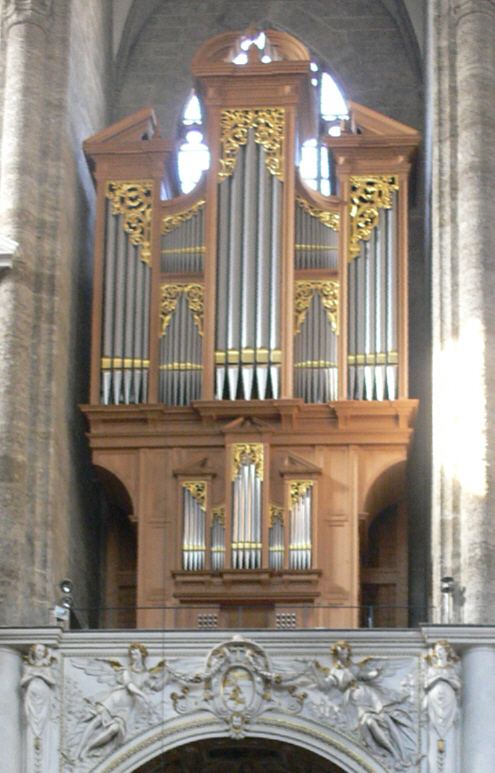
Iglesia de Salzburgo, Órgano de María

El órgano de María fue construido en 1989 por la empresa constructora de órganos Metzler, ubicada en Dietikon, Suiza. Este instrumento de carga por deslizamiento tiene 49 registros distribuidos en tres teclados manuales y un pedal. Las tracciones de los teclados y registros son mecánicas.